# Fortezza di Orešek
La fortezza di Orešek (in russo Орешек?), nota anche come fortezza di Schlüsselburg o Nöteborg (i nomi rispettivamente tedesco e svedese della località), è una fortezza che si trova a Šlissel'burg, località dell'oblast' di Leningrado, e sorge su un'isola nel punto in cui dal Lago Ladoga nasce la Neva. Costruita nel 1323, dal 1612 al 1702 appartenne all'Impero svedese, che la utilizzò per la difesa dell'Ingria svedese.

## Il Medioevo
La fortezza fu fondata, secondo documenti storici russi, nel XIII secolo dal principe Juri di Novgorod che la chiamò Orechovec (Ореховец), la Fortezza Orešek (Орешек) . Secondo la versione svedese l'isola fu fortificata per la prima volta dallo svedese Torkel Knutsson nel 1299.
Nel 1323 furono condotte presso la fortezza le trattative russo-svedesi sul tracciato dei confini in Carelia e le conclusioni vanno sotto il nome di trattato di Nöteborg (12 agosto 1323). La fortezza stessa rimase alla Repubblica di Novgorod e le sue difese furono rinforzate nel 1352 con mura in pietre e numerose torri.

## La grande guerra del nord
Nel maggio del 1612 la fortezza cadde in mano svedese dopo un assedio durato nove mesi e tornò sotto il controllo russo solo novant'anni dopo, quando, nel corso della grande guerra del nord, lo zar Pietro il Grande se ne impadronì dopo un bombardamento di artiglieria durato dieci giorni (1702, in realtà l'artefice della conquista fu il generale Aleksandr Danilovič Menšikov), e diede alla fortezza il nome tedesco di Schlüsselburg.
Sulla riva sinistra della Neva si sviluppò contestualmente la città omonima, che ricevette la denominazione (ed il conseguente stato ufficiale) di città nel 1780. La sua importanza si accrebbe con la realizzazione, iniziata nel 1719 per volere dello zar Pietro I e sotto la supervisione di Aleksandr Danilovič Menšikov, del sistema di canali e di chiuse per l'apertura della Neva alla navigazione di grosse imbarcazioni marine.
Con la vittoria dell'Impero russo nella grande guerra del nord e con la fondazione di San Pietroburgo la fortezza di Schlüsselburg perse il suo valore strategico e fu trasformata soprattutto in carcere per detenuti politici. Vi furono rinchiusi famosi prigionieri fra i quali Ivan VI, che dopo la sua destituzione, avvenuta nel 1741, vi fu trasferito nel 1756 e vi rimase fino alla sua uccisione, avvenuta nel 1764; Vera Figner vi fu rinchiusa fino al 1904 quale dirigente di Narodnaja Volja.

## I comandanti della fortezza
Il primo comandante della fortezza fu Pëtr Menšikov, nominato in virtù del valore dimostrato durante l'attacco condotto contro le truppe svedesi l'11 ottobre 1702. Nel XIX secolo, quando ormai la fortezza fu trasformata in prigione per i detenuti politici, si conosce il comandante Friedberg, in carica dal 1827, poi, dal 1836, Aleksandr Zaborinskij (1786-1853).
Negli anni ottanta, la fortezza fu retta da Pokrošinskij. Affetto da turbe mentali, temeva che la fortezza potesse essere assalita per liberarvi i prigionieri. Fu sostituito dal colonnello Dobrodeev, che rimase in carica un solo mese, e gli successe Korenev, il quale nel 1891 organizzò dei laboratori, alleviando le condizioni dei detenuti. Anche il successivo comandante Gangardt ebbe cura di aumentare i laboratori di lavoro e il numero dei libri a disposizione dei detenuti, e proibì ogni tipo di violenza contro i prigionieri.
Seguì Obuchov, poi, dal 1902, Jakovlev che annullò le disposizioni dei suoi predecessori, quindi, dal 1912, Agafonov, e infine, fino al 1917, Zinberg, l'ultimo comandante della fortezza.

## L'età moderna
Dopo la Rivoluzione d'ottobre la parte destinata a carcere fu distrutta con il fuoco e dal 1928 al 1940 la parte rimanente fu destinata a Museo della Rivoluzione. L'8 settembre 1941, dopo una violenta battaglia, la città fu occupata dalla Wehrmacht mentre la fortezza veniva praticamente distrutta dai colpi dell'artiglieria, ma non fu mai occupata dalle truppe tedesche. La città fu ripresa dall'Armata Rossa il 18 gennaio 1943. Nel 1944, per cancellarne il nome di origine tedesca, la città fu ribattezzata, dal nome di Pietro il Grande, Petrokrepost' (Петрокрепость), ma la nuova denominazione fu revocata nel 1992.